# Prins Ruperts druppel

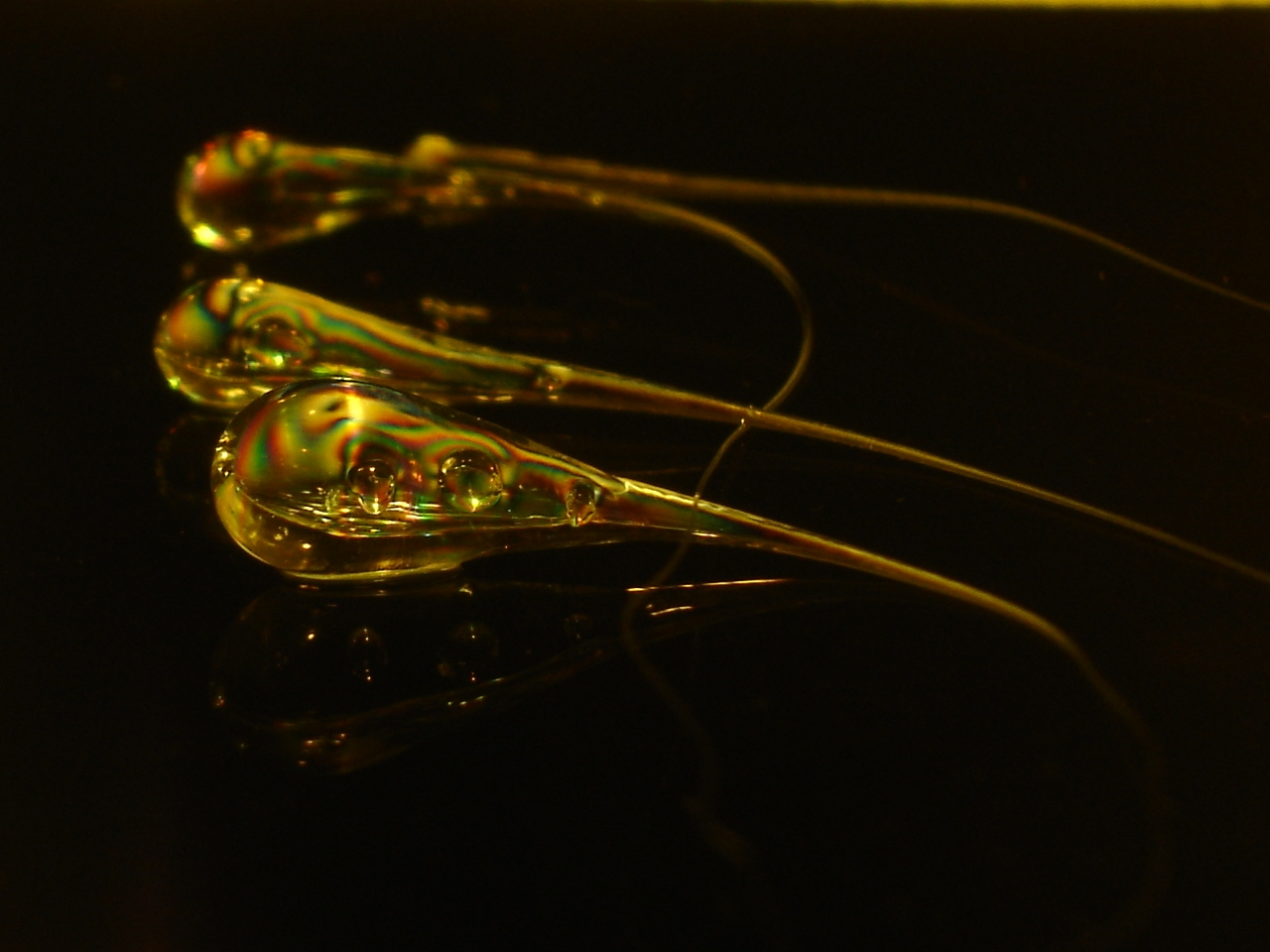
Prins Ruperts druppels

Prins Ruperts druppels of knapglaasjes zijn glazen curiositeiten die gemaakt worden door gesmolten glas in koud water te laten vallen. Het glas koelt af en stolt in de vorm van een kikkervisje of druppel met een lange dunne 'staart'. Terwijl het glas aan de buitenkant begint te stollen blijft het binnenste nog een tijdje vloeibaar. Als dan de binnenkant uiteindelijk ook stolt krimpt het glas. Daardoor ontstaat een aanzienlijke spanning in het glazen voorwerp. Het is een soort gehard glas.

## Eigenschappen
De inwendige spanning geeft de druppel bijzondere eigenschappen. Het bolle uiteinde is sterk genoeg om slagen van een hamer te weerstaan, maar als men het dunne uiteinde afbreekt dan desintegreert het hele voorwerp explosief.
Een aanzienlijke hoeveelheid potentiële energie die is opgeslagen in het gespannen materiaal komt vrij, waarbij een schokgolf zich met enorme snelheid door het materiaal voortplant.
Een onderzoek van ontploffende prins Ruperts druppels met gebruikmaking van een hogesnelheidscamera door dr. Srinivasan Chandrasekar van de Purdue-universiteit laat zien dat het "breukfront" dat wordt geïnitieerd aan het staartuiteinde zich met een snelheid van 1450-1900 m/s voortplant naar het andere uiteinde.
Door het glas te bekijken via een polarisatiefilter worden de inwendige spanningen zichtbaar.

## Geschiedenis en naamgeving

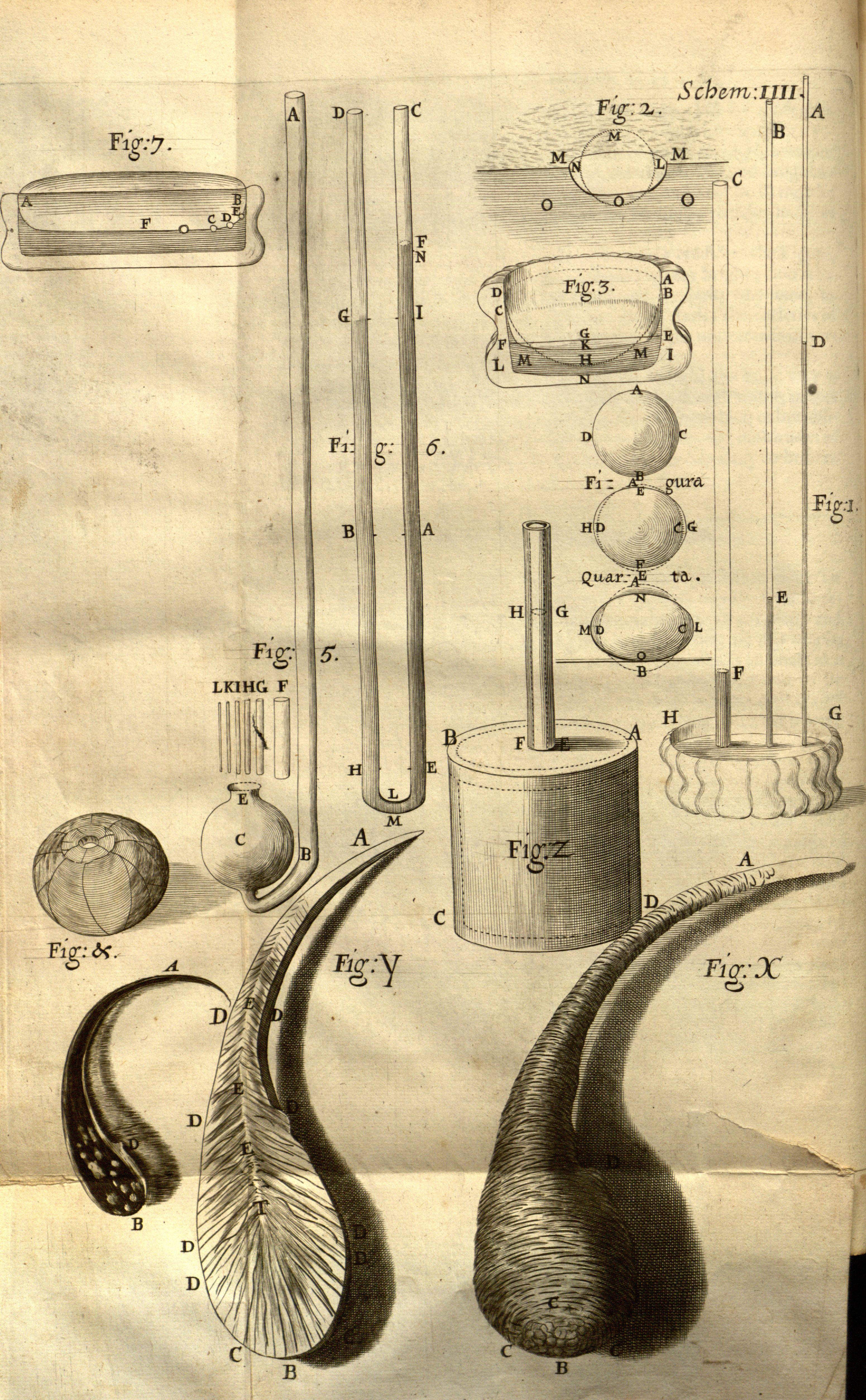
Prins Ruperts druppel, getekend door Robert Hooke. Figuur X met spanningslijnen op oppervlakte van in vislijm gehulde druppel; figuur Y geven vermoedelijk de inwendige spanningslijnen weer.

De eerste druppels zijn in 1625 beschreven. Na 1650 was het fenomeen ook bekend in Holland en Duitsland als Bataafse tranen. Het werd in heel Europa een rage. 
Constantijn Huygens besteedt er uitgebreid aandacht aan in zijn correspondentie in 1657 met Margaret Cavendish, hofdame van koningin Henriëtta Maria van Frankrijk, echtgenote van koning Karel I van Engeland. Huygens vroeg Cavendish hoe zij dacht over de natuurlijke oorzaak van deze wonderlijke glazen voorwerpen, die (…) al in poeder uit elkaar barsten als je slechts een puntje van hun staart afbreekt, terwijl ze op een andere manier nauwelijks kapot gemaakt kunnen worden. Haar verklaring, dat er een vluchtige vloeistof zit in het bolvormig gedeelte bevredigt Huygens niet en hij ontdekte dat de explosieve eigenschappen verdwenen waren nadat de druppel vuurrood verhit was geweest. Uiteindelijk was het Robert Hooke die bewees, waarom dit zo was.
De huidige naamgeving ontstaat als prins Rupert de druppel met de merkwaardige eigenschappen omstreeks 1661 laat ontploffen bij zijn neef, Karel II van Engeland en bij de Royal Society. Prins Rupert was een kleinzoon van Jacobus I van Engeland, een achterkleinzoon van Willem van Oranje en een neef van Karel I van Engeland. Koning Karel II zou vaak de druppels hebben gebruikt als 'practical joke'.
Het verschijnsel werd blijkbaar nogal grondig onderzocht tijdens de bijeenkomsten van de - net opgerichte - Royal Society, blijkens dit gedicht (Ballad of Gresham College) uit 1663:
| And that which makes their Fame ring louder, With much adoe they shew'd the King To make glasse Buttons turn to powder, If off the[m] their tayles you doe but wring. How this was donne by soe small Force Did cost the Colledg a Month's discourse. | En wat hun roem luider doet klinken zij lieten de koning met veel ophef zien hoe je glazen knopen in stof verandert als je hun staart eraf draait Hoe dat werd gedaan met zo weinig kracht kostte het college een maand beraadslagen |

Een aanwijzing dat de druppels misschien een Nederlandse oorsprong hebben is dat ze in het Frans larmes Bataviques genoemd (Bataafse tranen) worden en in het Engels Dutch tears. Men kan stellen dat deze verre voorlopers zijn van het huidige veiligheidsglas in auto's.